# Paul Haig
 (avril 2019).
Si vous disposez d'ouvrages ou d'articles de référence ou si vous connaissez des sites web de qualité traitant du thème abordé ici, merci de compléter l'article en donnant les références utiles à sa vérifiabilité et en les liant à la section « Notes et références ».
Pour les articles homonymes, voir Haig.
Paul Haig est un chanteur et musicien de rock indépendant écossais, né à Édimbourg.

## Carrière
À la fin des années 1970, Paul Haig est le chanteur de Josef K un des groupes du label Postcard Records. En 1982, il met fin au groupe et poursuit une carrière solo. Il rejoint le label bruxellois les disques du crépuscule. Il change radicalement de style, abandonnant le son post-punk de son groupe pour une électro-pop dansante.
Les premières années de cette carrière solo, sont prolifiques. Il enregistre nombres de singles, et enchaîne les collaborations avec Antena, Cabaret Voltaire ou Bernard Sumner, de New Order, qui joue sur le titre The only Truth. En 1983, son premier album, Rhythm of Life, est distribué en France par Island Records. Pourtant le succès commercial n'est pas au rendez-vous.
Paul Haig continue à enregistrer, en collaboration avec Alan Rankine, l'un des deux anciens membres des Associates.
Le label LTM a récemment réédité une partie de son catalogue en CD.

## Discographie

### Singles
- Running Away (Les disques du crépuscule [12"])
- Justice (Les disques du crépuscule [12"])
- Blue (Les disques du crépuscule [12"])
- The only Truth (Les disques du crépuscule [12"])

### Albums
- Rythm of Life (Les disques du crépuscule [LP])
- The Warp of Pure Fun (Les disques du crépuscule [LP])
- European sun - Archive collection 1982-1987 (Les disques du crépuscule LP)